# 엘레기놉스 마클로비누스
엘레기놉스 마클로비누스(Eleginops maclovinus)는 페르카목 남극암치아목에 속하는 조기어류 물고기의 일종이다. 엘레기놉스과(Eleginopidae)와 엘레기놉스속(Eleginops)의 유일종이다. 태평양 쪽의 칠레 발파라이소와 대서양의 우루과이의 남아메리카 남단 연안과 삼각강 주변 서식지에서 발견된다.